# Абданк

Королівський замок на горі Вавель у Кракові, 16 ст.

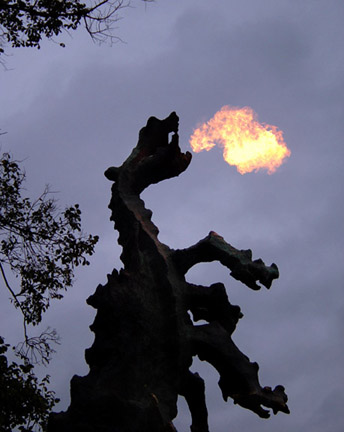
Вавельский дракон з вогненим диханням

А́бданк (імовірно, від нім. Hab (unseren) Dank — «прийми (нашу) вдячність») — герб, який використовувався як родовий герб кількох білоруських (літвінських), польских, летуви (жеймотських), українських (руських) шляхетських родів за часів Королівства П'ястів (1025—1385), Королівства Яґеллонів, Речі Посполитої.
Зокрема, був "привласненим" гербом гетьманів України Богдана Хмельницького, Івана Виговського, Юрія Хмельницького.
Перше письмове використання — 1228 року (район Мазовії, Польща). Після Городельської унії 1413 року низка гербів, зокрема Абданк, була закріплена за речниками літвінської (білоруської) та руської (української) шляхти (відбулося зрівняння прав шляхти католицького віровизнання Королівства Польського і шляхти Великого князівства Литовського, Руського та Жемайтійського).

## Альтернативні назви
Abdanek, Awdancz, Awdaniec, Habdank, Haudaniec, Haudancz, Białkotka, Biłkotka, Biołkotka, Czelejów, Łękawa, Łękawica, Skuba, Awdańc, Awdoniec, Awdońc, Habdaniec, Habdańc, Hawdaniec, Hawdańc, Hebdaniec, Hebdańc, Jewdaniec, Jewdańc, Hebdank, Abdanka, Awdańczyk, Łąkotka, Łękotka, Szczedrzyk, Skarbek.
Абданек, Авданч, Авданець, Габданк, Гауданець, Гауданч, Бялкотка, Білкотка, Бьолкотка, Челеюв, Ленкава, Ленкавиця, Скуба, Авданьц, Авдонець, Авдоньц, Габданець, Габданьц, Гавданець, Гавданьц, Гебданець, Гебданьц, Євданець, Євданьц, Гебданк, Абданка, Авдан(ь)чик, Лонкотка, Ленкотка, Ленкотка, Щедрик, Скарбек.

## Опис
Герб складається з двох срібних крокв зі зрізаними донцями, обернених вершинами вниз і сполучених між собою на зразок літери W на червоному полі. У нашоломнику над короною повторюється та ж емблема.

## Легенда про походження
Легенда пов'язує походження гербу з часами Граха або Кракуса, польського короля, засновника Кракова. На горі Вавель, де зараз стоїть краківський замок, жив великий дракон під назвою живоглот (пол. całożerca, лат. holophagus — тобто істота, яка ковтала своїх жертв живцем), який видихав отруту і вогонь та чинив велике розорення людям, які мешкали поруч, пожирав їхню худобу, а часом і людей.
Одного дня молодий швець Шкуба (Скуба) здогадався, як подолати дракона. Він зашив смолу, сірку і блекоту у шкуру вівці і залишив це біля печери дракона. Той не впізнав обману, з'їв все, але згодом дуже захотів пити. Дракон пив воду з Вісли, доки не тріснув. За цей вчинок король Кракус дарував Шкубі літеру  W (інша назва пол. Łękawica) на його бойовий щит (від першої літери гори Вавель, пол. Wawel).
Потомками Шкуби були Шкарбеки (Скарбеки). Одного з дворян із роду Шкарбеків польський князь Болеслав Кривовустий відправив у посольстві до німецького  імператора Генріха. Імператор був незадоволений з малого розміру дарів і негативно відзивався про Польщу. У відповідь на це Шкарбек зняв зі своєї руки золотого персня і кинув його до решти польських дарів, за що Генріх йому подякував (Habe dank). У пам'ять про цей вчинок гербу Шкарбека дана назва Габданк, або Абданк.

## Боярські, шляхетські володарі гербу
- Богдан Хмельницький
- Іван Виговський
- Мартин Гаштовт
- Бучацькі
- Язловецькі
- Ґаштольди
- Альфред Кожибський

родинний герб Хмельницьких — Абданк

Родина Хмельницьких користувалася гербом «Абданк» у версії: в червоному полі дві срібні крокви із зрізаними кінцями, що повернуті верхівками додолу та поєднані між собою на зразок літери W. Така ж фігура у клейноді над шляхетською короною.
Родина Лучичів-Виговських користувалася «Абданк» з відміною. Основою цього варіанту герба був срібний щит, на якому зображено дві чорні крокви з підрізаними кінцями, складені разом верхівками додолу на зразок літери W. На щиті був розміщений лицарський шолом зі шляхетською короною та чорно-срібним наметом.13 листопада 1658 року король Ян Казимир, враховуючи прихильність Івана Виговського до Польської корони, додає нові емблеми до його герба «Абданк».

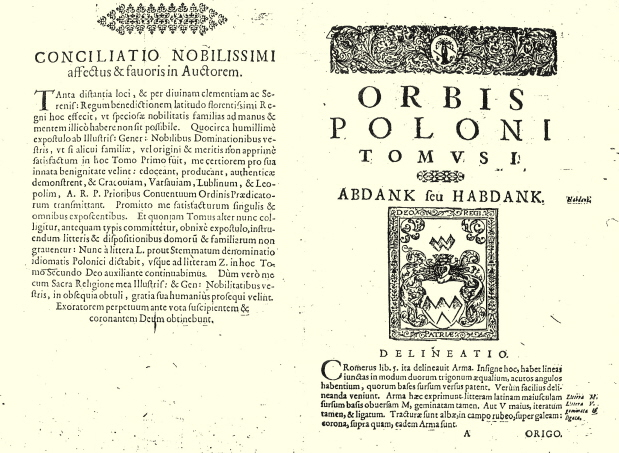
Глава «Абданк» в гербовнику С.Окольского «Orbis Poloni» (1642)

До цього герба приписано багато польських родів, і в повторенні в нім букви V вбачають як би початкові букви чотирьох слів: Veritas, Victoria, Virtus et Vita, тобто істина, перемога, чеснота і життя. Щоб показати ще ясніше, що хоробрістю придбано право на такий герб, деякі родини зображають в нашоломнику лева, який і тримає Абданк.
Літера  W Абданку є в гербах:
- Ейґірд
- Сирокомля;
- Солтан-Пересвіт;
- Дембно;
- Ільговський;
- Кроква;
- Халецкий.

У російських гербах Абданк є у Воєводських, Волинських, Мельницьких.
У XVIII столітті герб «Абданк» (як герб графського роду Скарбек) являв собою основу гербів галицьких містечок Обертина (з 1745 року) і Рожнятова.

## Роди
Тадеуш Гайль у своєму "Гербовнику Польському" подає перелік із 687 шляхетських родів, що вживали даний герб:
- Абакановичі, Абашинські (Abaszyński), Абжалтовські (Abżałtowski), Абзолтовські (Abzołtowski), Абламовичі (Abłamowicz), Абоколтовські (Abokołtowski), Абрамовичі (Abramowicz), Абрамовські (Abramowski), Абчинські (Abczyński), Адашинські (Adaszyński), Акаєвичі (Akajewicz), Алехновичі (Alechnowicz), Альхімовичі (Алхимовичі) (Alchimowicz), Анквичі (Ankwicz), Анкевичі (Ankiewicz), Анковичі (Ankowicz).
- Баландовичі (Bałandowicz), Банковські (Bankowski), Баньковські (Bańkowski), Бардзінські (Bardziński), Бартошевичі (Bartoszewicz), Бейнаровичі (Bejnarowicz, Beynarowicz), Беленські (Bieleński), Белецькі (Bielecki), Беліковичі (Бєликовичі, Біликовичі) (Bielikowicz), Белінські (Бєлінські) (Bieliński), Бельгарди (Belgard), Беншевські (Bęszewski), Бенькевичі (Beńkiewicz), Берикевичі (Berykiewicz), Берікевичі (Berikiewicz), Бернацькі (Bernacki, Biernacki), Бестшейовські (Бестржейовські) (Bestrzejowski), Бешевські (Beszewski), Бешовські (Beszowski), Бжезенські (Brzezieński), Бжезінські (Brzeziński), Бжозі (в одн. - Бжозий) (Brzozy), Бистшейовські (Бистржейовські) (Bystrzejowski), Бишевські (Byszewski), Бишовські (Byszowski), Біленські (Bileński), Бішевські (Biszewski), Бішовські (Biszowski), Блажеєвські (Błażejewski), Блажейовські (Błażejowski), Блашковські (Błaszkowski), Блещевські (Bleszczewski), Блінські (Bliński), Бложеєвські (Błożejewski), Бовічинські (Bowiczyński), Боговичі (Bogowicz, Bohowicz), Богуневські (Boguniewski), Богуславські (Bogusławski), Богуцькі (Bogucki), Божиковські (Боржиковські) (Borzykowski), Божимінські (Боржимінські) (Borzymiński), Божимські (Боржимські) (Borzymski), Бойнаровичі (Bojnarowicz), Болінські (Boliński), Бондзинські (Bądzyński), Бондзінські (Bondziński), Бончацькі (Bączacki), Бореки (Borek), Борові (Borowy), Боровські (Borowski), Брами (Bram), Брими (Brym), Бубелі (Bubel), Буговичі (Bugowicz), Будашевські (Budaszewski), Будзішевські (Budziszewski), Будзішовські (Budziszowski), Буйновські (Bujnowski), Булгаки (Bułhak), Булгаковські (Bułhakowski), Бурдзінкевичі (Burdzinkiewicz), Бурдинкевичі (Burdynkiewicz), Бусси (Buss), Буткевичі (Butkiewicz), Бучацькі (Buczacki), Бушковські (Buszkowski), Бялобжеські (Białobrzeski), Бялопьотровичі (Білопетровичі) (Białopiotrowicz), Бялоскурські (Białoskórski).
- Ваґяди (Ваґіади) (Wagiad), Вазінські (Waziński), Важенські (Ważeński), Важинські (Ważyński), Валовські (Wałowski), Вальовські (Walowski), Вараковські (Warakowski), Варакомські (Warakomski), Варнецькі (Warnecki), Варшицькі (Warszycki), Ва(р)жицькі (Warzycki), Ва(р)жинські (Warzyński), Вати (Wat), Ватилі (Watyli), Ватрашевські (Watraszewski), Велебицькі (Wielebycki), Велебіцькі (Wielebicki), Велицькі (Wielicki), Велички (Wieliczko), Вельобицькі (Wielobycki), Вельобіцькі (Wielobicki), Венгерські (Węgierski), Верби (Вержби, Вєжби) (Wierzba), Верповські (Werpowski), Верцеховські (Wierciechowski), Верцінські (Wierciński), Вилинецькі (Wyłyniecki), Виславські (Wysławski), Вислобоцькі (Wisłobocki), Вишлавські (Wyszławski), Вишоваті (Wyszowaty), Відавські (Widawski), Віславські (Wisławski), Вітовські (Witowski), Вішоваті (Wiszowaty), Влостовські (Włostowski), Водзіновські (Wodzinowski), Водзіченські (Wodziczeński), Воєводські (Wojewodski), Воєвудські (Wojewódzki), Воєнковські (Wojenkowski), Войдаги (Woydag), Войдаки (Wojdak), Войневичі (Wojniewicz), Войничі (Wojnicz), Войчинські (Wojczyński), Волинецькі (Wołyniecki), Волинські (Wołyński), Волчеки (Wołczek), Волчецькі (Wołczecki), Вомборковські (Wąborkowski), Вомвельські (Wąwelski), Восчинські (Wosczyński), Вощинські (Woszczyński), Всоловські (Wsołowski).
- Габданці (Habdaniec), Габданські (Habdański), Габриаловичі (Gabryałowicz), Габриловичі (Gabryłowicz), Габріаловичі (Gabriałowicz), Гаврилкевичі (Hawryłkiewicz), Гадковські (Hadkowski), Гаєвські (Hajewski), Гамбза(р)жовські (Gambzarzowski), Ганкевичі (Hankiewicz), Гарабурди (Haraburda), Гарасимовичі (Harasimowicz), Гаринеки (Harynek), Гаштовти (Gasztowt), Гаштолти (Gasztołt), Гаштольди (Gasztold), Геєвські (Hejewski), Гемба(р)жевські (Gembarzewski, Gębarzewski), Гемба(р)жовські (Gembarzowski), Герасимовичі (Herasimowicz), Гінеки (Hinek), Гінковичі (Hinkowicz), Гінци (Ginc), Гірдвойні (в одн.- Гірдвойнь) (Girdwojń, Girdwoyń), Гоглевичі (Goglewicz), Гойлевичі (Goylewicz), Голеєвські (Golejewski), Головські (Hołowski), Гомбровичі (Gombrowicz), Горові (Horowy), Горські (Gorski), Готліби (Gotlib), Гощиці (Goszczyc), Гридригевичі (Hrydrygiewicz), Гриневичі (Hryniewicz), Громадські (Gromadzki), Громацькі (Gromacki), Громейки (Gromejko), Громики (в одн. - Громика) (Hromyka), Гронкевичі (Gronkiewicz), Грохольські (Grocholski), Гунчі (Guncz), Гунятицькі (Huniatycki), Ґурські (Górski, Gurski).
- Двораковські (Dworakowski), Делінські (Deliński), Дембінські (Dembiński, Dębiński), Джафаревичі (Dżafarewicz), Дирмонти (Dyrmont), Длото (Dłoto), Добошинські (Doboszyński), Доб(р)жицькі (Dobrzycki), Добрицькі (Dobrycki), Довгвіли (Dowgwił), Довгвілло (Dowgwiłło), Довгвіловичі (Dowgwiłowicz), Довгялло (Dowgiałło), Довгяло (Dowgiało), Довейпо (Dowejpo), Довсіни (Dowsin, Dousin), Довяти (Dowiat), Довятти (Dowiatt), Докурни (Dokurn), Долинські (Долінські) (Doliński), Долинявські (Doliniawski), Долинянські (Doliniański), Доляновські (Dolanowski), Домарадські (Domaradzki), Домбровські (Dąbrowski), Дрогослави (Drogosław), Дуб'яга (Dubiaha), Дуб'яка (Dubiaka), Дуніковські (Dunikowski), Дупінські (Dupiński), Душори (Duszor), Душоти (Duszota).
- Ейгірди (Ejgird), Ейгірти (Ejgirt), Ейдигровичі (Eydygrowicz), Ейдригевичі (Ejdrygiewicz), Ейдриговичі (Eydrygowicz).
- Єдленські (Jedleński), Єдлінські (Jedliński), Єрецькі (Jerecki).
- Жаголловичі (Żagołłowicz), Жаковичі (Żakowicz), Жендзицькі (Żędzicki), Жеранські (Żerański), Жеронські (Żeroński), Живилло (Żywiłło), Житинські (Żytyński), Жолендзь (Żołędź), Жоллендзь (Żołłędź), Жонголловичі (Żągołłowicz), Жуковські (Żukowski), Жупранські (Żuprański).
- Завадські (Zawadzki), Заголловичі (Zagołłowicz), Закр(ж)евські (Закшевські) (Zakrzewski), Залеські (Zaleski), Застемповські (Zastępowski), Збитконти (Zbytkont), Збихальські (Zbychalski), Здановичі (Zdanowicz), Зельонтковські (Zielątkowski), Зелянтковські (Zelantkowski), Зитинські (Zytyński), Злотуни (Złotun).
- Івановичі (Iwanowicz), Івашкевичі (Iwaszkiewicz), Ільковські (Ilkowski), Ільцевичі (Ilcewicz), Ірецькі (Irecki), Ірицькі (Irycki).
- Кагнимири (Кагніміри) (Kagnimir), Каймири (Кайміри) (Kaimir, Kajmir, Kaymir), Казимири (Казіміри) (Kazimir), Казимировичі (Kazimirowicz), Каменські (Kamieński), Канимири (Каніміри) (Kanimir), Каплинські (Kapliński), Карницькі (Karnicki), Карсецькі (Karsiecki), Карські (Karski), Качицькі (Kaczycki), Келчі (Kiełcz), Келчевські (Kiełczewski), Келчовські (Kiełczowski), Кельцюси (Kelcius), Кельчі (Kielcz), Кельчевські (Kielczewski), Керчевські (Kierczewski), Києнські (Kijeński), Кіборти (Kibort), Клепацькі (Klepacki), Кльоновські (Klonowski), Кобилинські (Kobyliński), Ковальські (Kowalski), Ковальчевські (Kowalczewski), Кодинські (Kodyński), Кожубські (Kożubski), Козетульські (Kozietulski), Козицькі (Kozicki), Козубські (Kozubski), Койданські (Kojdański), Колачковські (Kołaczkowski), Колончковські (Kołączkowski), Колпуцевичі (Kołpucewicz), Коморовські (Komorowski), Конарські (Konarski), Конинські (Koniński), Коплевські (Koplewski), Копорські (Koporski), Копульцевичі (Kopulcewicz), Копцевичі (Kopciewicz), Корвелери (Korweler), Корвелі (Korwel), Кореви (Korewa), Ко(р)женські (Korzeński), Ко(р)жибські (Korzybski), Ко(р)жечницькі (Korzecznicki), Коссовські (Kossowski), Косцялковські (Kościałkowski), Котарбські (Kotarbski), Котеждоми (Koteżdoma), Коцельські (Kocielski), Кошовські (Koszowski), Краковинські (Krakowiński), Крассовські (Krassowski), К(р)жапінські (Krzapiński), К(р)живінські (Кшивінські, Кривинські) (Krzywiński), К(р)жижанковські (Кшижанковські, Крижанковські) (Krzyżankowski), К(р)жижановські (Крижановські) (Krzyżanowski), К(р)жиканські (Кшиканські) (Krzykański), Кробановські (Krobanowski), Кросневські (Krośniewski), Крочовські (Kroczowski), Крушевські (Kruszewski), Ксьонжницькі (Książnicki), Кунинські (Kuniński), Куницькі (Kunicki), Куновські (Kunowski), Купелі (Kupel, Kupiel), Ку(р)жондковські (Kurządkowski), Ку(р)жонтковські (Kurzątkowski), Ку(р)жйонтковські (Kurzjątkowski), Курйонтковські (Kurjątkowski), Курницькі (Kurnicki).
- Лавецькі (Ławecki), Лагевницькі (Łagiewnicki), Лажецькі (Łażecki), Ландсберґи (Landsberg), Ласенські (Łasieński), Ласецькі (Łasiecki), Ласинські (Łasiński), Ласицькі (Łasicki), Лауґміни (Laugmin), Лашинські (Łaszyński), Лашкевичі (Łaszkiewicz), Левиковські (Lewikowski), Левковичі (Lewkowicz), Лежецькі (Łeżecki), Лекарські (Lekarski), Лещинські (Lesczyński,  Leszczyński), Липські (Lipski), Литвиновські (Litwinowski), Лібнари (Libnar), Лідзбанські (Lidzbański), Лідзбінські (Lidzbiński), Лодвіковські (Łodwikowski), Лубницькі (Łubnicki), Лужевські (Łużewski), Лучеки (Łuczek), Любанські (Lubański), Любрицькі (Lubrycki), Любянські (Lubiański), Любятовські (Lubiatowski), Лясоти (Lasota), Ляссоти (Lassota), Ляшеки (Laszek).
- Магновські (Magnowski), Магнуські (Magnuski), Малеховські (Malechowski), Малиновські (Malinowski), Малишки (Małyszko), Мальбаховські (Melbachowski), Мальчевські (Malczewski), Мальчовські (Malczowski), Маляновські (Malanowski), Маля(р)жовські (Malarzowski), Мархилевичі (Marchilewicz), Масковські (Maskowski), Машковські (Maszkowski), Мащевичі (Maszczewicz), Мельбеховські (Melbechowski), Мельницькі (Mielnicki), Мечиковські (Mieczykowski), Мечиховські (Mieczychowski), Мечковські (Mieczkowski), Миколаєвські (Mikołajewski), Міковські (Mikowski), Мілевські (Милевські) (Milewski), Мілковські (Милковські) (Miłkowski), Мількевичі (Милькевичі) (Milkiewicz), Мільковські (Мильковські) (Milkowski), Мінгелевичі (Mingielewicz), Міхоцькі (Michocki), Міяновські (Mijanowski), Млечковські (Mleczkowski), Млинковські (Młynkowski), Мнішковські (Mniszkowski), Модестовичі (Modestowicz), Мойгіси (Mojgis), Молченки (Mołczenko), Монгіни (Mongin), Мочульські (Moczulski), Мравінські (Mrawiński), Мровінські (Mrowiński), Мялковські (Miałkowski), Мяновські (Mianowski), Мужили (Mużyło).
- Напрушевські (Napruszewski), Нарбути (Narbut), Нарбутти (Narbutt), Недзведські (Niedźwiedzki), Недзвецькі (Niedźwiecki), Немчинські (Niemczyński), Непровські (Nieprowski), Носи (Nos).
- Оборницькі (Obornicki), Оборські (Oborski), Одеховські (Odechowski), Олехновичі (Olechnowicz), Опоровські (Oporowski), Орликовські (Orlikowski), Осецькі (Osiecki), Оссовські (Ossowski), Осташевські (Ostaszewski), Ост(р)жевські-Скарбеки (Ostrzewski-Skarbek), Ост(р)жинські (Остшинські) (Ostrzyński), Офани (Ofan), Оффани (Offan), Ощепальські (Oszczepalski).
- Пакославські (Pakosławski), Пакоші (Pakosz), Пакошеки (Pakoszek), Палішевські (Paliszewski), Пасковські (Paskowski), Пашкевичі (Paszkiewicz), Пашковські (Paszkowski), Пенкославські (Pękosławski), Перлеєвські (Perlejewski), Петрашкевичі (Pietraszkiewicz), П'єнтки (П'ятки) (Piętka), Пивка (Півка) (Piwka), Пивко (Півко) (Pywko, Piwko), Пічковські (Piczkowski), Пйотрашевські (Петрашевські) (Piotraszewski), Пйотровські (Петровські) (Piotrowski), Пйотруховські (Петруховські) (Piotruchowski), Пневські (Pniewski), Пньовські (Пнівські) (Pniowski), Покославські (Pokosławski), Поляки (Polak), Поморські (Pomorski), Порчинські (Porczyński), Проболевські (Probolewski), Проболовські (Probołowski), Проболі (в одн. - Проболь) (Probol), Пруслинські (Pruśliński), Пшеборовські (Пржеборовські) (Przeborowski), Пшезвицькі (Пржезвицькі) (Przezwycki), Пшезвіцькі (Пржезвіцькі) (Przezwicki), Пшеменецькі (Пржеменецькі) (Przemieniecki), Пшибильські (Пржибильські) (Przybylski), Пшиборовські (Пржиборовські) (Przyborowski), Псарські (Psarski), Пудлішковські (Pudliszkowski), Пуклевичі (Puklewicz), Пукошеки (Pukoszek), Путвинські (Putwiński), Путелль (Putell), Путель (Putel), Пучневські (Puczniewski), Пучньовські (Puczniowski), П'ястовські (Piastowski).
- Раговські (Ragowski), Радзановські (Radzanowski), Радзьонтковські (Radziątkowski), Радлицькі (Radlicki), Радомиські (Radomyski), Радонські (Radoński), Радунські (Raduński),  Раєвські (Rajewski), Ражеки (Rażek), Разицькі (Razicki), Размуси (Razmus), Размусси (Razmuss), Райковські (Rajkowski, Raykowski), Раймери (Raymer), Раймири (Райміри) (Rajmir, Raymir), Расевичі (Rasiewicz), Расери (Разери) (Raser), Ратовські (Ratowski), Ратовти (Ratowt), Ратоські (Ratoski), Рачеки (Raczek), Реанадські (Reanadski), Ревенські (Rewieński), Ревкуць (Rewkuć), Реговські (Regowski), Рековські (Rekowski), Ренадські (Renadzki), Рентфінські (Rentfiński, Rętfiński), Ржечицькі (Жечицькі) (Rzeczycki), Рибські (Rybski), Ровбецькі (Rowbecki), Ровбицькі (Rowbicki), Ровецькі (Rowecki), Роговські (Rogowski), Рогозинські (Rogoziński, Rohoziński), Рогозниські (Rogoźniski), Рогуські (Roguski), Роєвські (Rojewski), Розбарські (Rozbarski), Розборські (Rozborski), Ройовські (Rojowski), Рокуць (Rokuć), Ромблевські (Rąblewski), Росенські (Rosieński), Рудські (Рудзькі) (Rudzki), Рукомиські (Rukomyski), Русецькі (Rusiecki).
- Савдарги (Sawdarg), Садунські (Saduński), Саляви (Salawa), Самплавські (Sampławski), Сампловські (Sampłowski), Свінярські (Свинярські) (Świniarski), Свірновські (Świrnowski), Свошевські (Swoszewski), Свошовські (Swoszowski), Седники (Sednik), Сендзичі (Сендзічи) (Sędzicz), Скарбеки (Skarbek), Скарбеки Слонки (Skarbek Słąnka), Скорашевські (Skoraszewski), Скорашовські (Skoraszowski), Скорко (Skorko), Скорочевські (Skoroczewski), Скорошевські (Skoroszewski), Скуби (Skuba), Скури (Skóra), Скурецькі (Skórecki), Скурошевські (Skóroszewski), Славицькі (Sławicki), Слиші (Słysz), Слишевські (Słyszewski), Сліжи (Śliż), Слізи (Śliz), Сліза (Śliza), Слізовські (Ślizowski), Слізь (Śliź), Сломки (Słomka), Сломовські (Słomowski), Сломські (Słomski), Сломчинські (Słomczyński), Слонка (Słąka, Słąnka), Слончинські (Słąnczyński), Слумеки (Słumek), Слумка (Słumka), Слупські (Słupski), Слянка (Slanka, Ślanka), Сляські (Шляські) (Ślaski), Смьонтковські (Śmiątkowski), Смятковські (Śmiatkowski), Снятковські (Śniatkowski), Соколи (Сокули) (Sokół), Сокульські (Sokulski), Станські (Stański), Старнавські (Starnawski), Староседлиські (Starosiedliski), Староседльські (Starosiedlski), Старосельські (Starosielski), Старські (Starski), Стефановські (Stefanowski), Стопічинські (Stopiczyński), Стпічинські (Stpiczyński), Стромейки (Stromejko), Судовичі (Sudowicz), Судольські (Sudolski), Суходольці (Suchodolec), Суходольські (Suchodolski).
- Тафіловські (Tafiłowski), Твер'яновичі (Twerjanowicz), Творзянські (Tworziański, Tworzyański), Творовські (Tworowski), Тельшевські (Telszewski), Телятицькі (Telatycki), Терпиловські (Terpiłowski), Тигірти (Tygirt), Толіборські (Tholiborski), Точиловські (Toczyłowski), Точинські (Toczyński), Точиські (Toczyski), Точицькі (Toczycki), Толібовські (Tolibowski), Тольбовські (Tolbowski), Тольшевські (Tolszewski), Торчинські (Torczyński), Трафіловські (Trafiłowski), Трацевські (Tracewski), Трачевські (Traczewski), Трояни (Trojan), Тшебінські (Тржебінські, Требинські) (Trzebiński).
- Устарбовські (Ustarbowski).
- Фаскевичі (Faskiewicz), Фаськевичі (Faśkiewicz).
- Халецькі (Chalecki), Хамці (в одн. - Хамець) (Chamiec), Ходасевичі (Chodasewicz, Chodasiewicz), Хоєнські (Chojeński), Хоїнські (Choiński), Холецькі (Cholecki), Хо(р)жевські (Chorzewski), Хо(р)жовські (Chorzowski), Хоринські (Choryński), Хотинські (Chotyński), Хромецькі (Chromecki).
- Цеклінські (Cekliński, Ciekliński), Целенські (Cieleński), Целінські (Celiński, Cieliński),  Целятицькі (Cielatycki), Цеслінські (Cieśliński), Цудзиновські (Cudzynowski), Цюндзевицькі (Ciundziewicki), Цюндзевичі (Ciundziewicz).
- Чарковські (Czarkowski), Чарновські (Czarnowski), Чахаровські (Czacharowski), Чахоровські (Czachorowski), Чахорські (Czachorski), Чахурські (Czachórski), Челай (Czelaj), Челей (Czelej), Челядка (Czeladka), Челядко (Czeladko), Челятицькі (Czelatycki), Ченстовські (Częstowski), Ченстоцькі (Częstocki), Черкавські (Czerkawski), Черники (Czernik), Чешави (Czeszaw), Чижевські (Czyżewski), Чирські (Czyrski), Чичини (Czyczyn).
- Шелеви (Szelew), Шепіги (Szepig), Шепіхи (Szepicha), Шляґери (Szlagier), Шпаковичі (Szpakowicz), Шпачинські (Szpaczyński), Шумковські (Szumkowski).
- Щигельські (Szczygielski), Щигловичі (Szczygłowicz), Щиценські (Szczycieński), Щицінські (Szczyciński), Щиєнські (Szczyjeński, Sczyjeński).
- Югошевські (Jugoszewski), Югошовські (Jugoszowski), Юзефовичі (Józefowicz), Юневичі (Juniewicz), Юновичі (Junowicz), Юрковські (Jurkowski).
- Язловецькі (Jazłowiecki), Якушевські (Jakuszewski), Ямбути (Jambut), Янкевичі (Jankiewicz), Янквичі (Jankwicz), Яновські (Janowski), Янушковські (Januszkowski), Ящолди (Jaszczołd), Ящолти (Jaszczołt), Ящулти (Jaszczułt), Яшґялло (Jaszgiałło).